# Qiuqian
Qiuqian of kau cim is een manier om de toekomst te voorspellen. Het komt oorspronkelijk uit China waar voorspelling een grote bedrijvigheid was.
Qiuqian kan men in een taoïstische tempel, Chinees-boeddhistische tempel of Chinese tempel doen. Het gebeuren is vooral bedoeld voor mensen die geloven in een van deze twee geloven (taoïsme en Chinees boeddhisme) of een mengeling ervan.
In Hongkong komen jaarlijks duizenden tot miljoenen mensen naar de Wong Tai Sintempel om hun toekomst te laten voorspellen.

## Benodigdheden

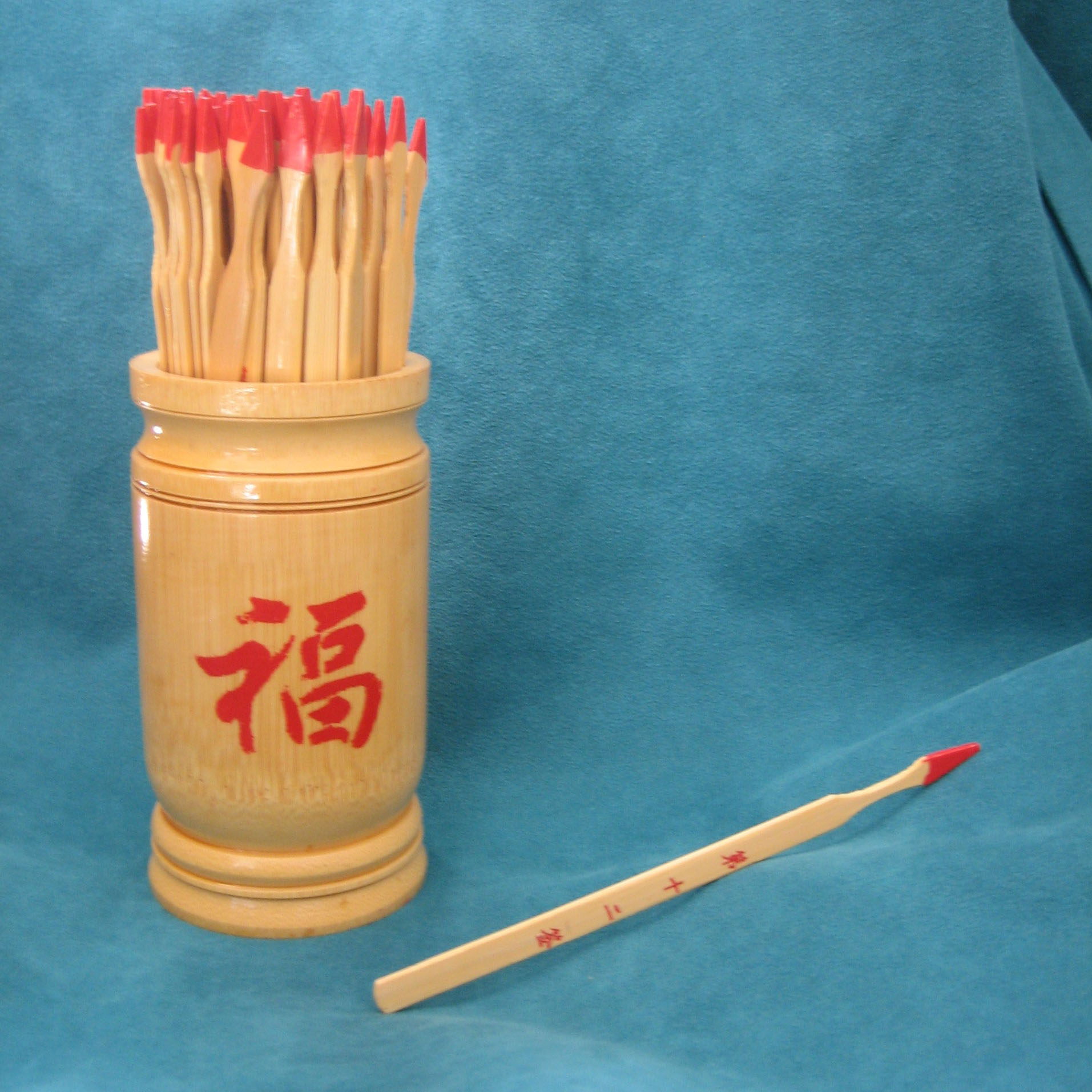
Qiantong

- Qiantong (traditioneel Chinees: 簽筒; pinyin qian1 tong2; jyutping: cim tong), een holle bamboekoker met een bodem.
- Qian (traditioneel Chinees: 簽), een plat stokje. Meestal zijn deze stokjes van bamboe gemaakt. De bovenkant van het stokje dat uit de koker steekt zijn rood geverfd. Op elk stokje staat een getal in hanzi. Soms staat ook het getal in Arabische cijfers erbij. De meeste qiantong bevatten honderd qians.

## Qiuqian raadplegen
Het raadplegen van qiuqian in een tempel vindt plaats voor het altaar van de god die qiuqian beantwoorden. Een hongbao met daarin een geldbedrag als geldoffer wordt op het altaar gelegd of in de offergelddoos gestopt. Andere offers die niet noodzakelijk zijn, maar wel mogen zijn fruit, cake, kip of een geroosterd speenvarken. Men begint daarna met het aansteken van drie wierookstokjes en maakt buigingen voor het godenbeeld. Vervolgens knielt men voor het altaar en houdt de qiantong met de qians erin tussen zijn handen en begint de schudden. Tijdens of voor het schudden zegt men zijn naam, zijn geboortedatum, zijn woonplaats en een vraag die beantwoord moet worden. Na wat schudden komt een qian langzaam omhoog en valt op de grond. Het getal op deze qian voorspelt je toekomst en zegt het antwoord op je vraag. Je onthoudt het getal van de qian en stopt de qian terug in de qiantong. (Sommigen willen weten of het een goede qian zal zijn, dus gooien ze ook een paar pei op de grond. De stand van de pei op de grond vertellen of deze qian goed of slecht is. Als deze slecht is kan men nog een keer de qiantong schudden.) Met het getal van de qian in het hoofd gaat men naar de tempelbeheerder, daoshi of qianuitlegger (deze doet vaak ook aan Chinese karakterkunde). Deze mensen leggen je voor een klein bedrag uit wat de qian vertelt en wat het antwoord op je vraag is. Van deze mensen krijg je een velletje papier waarop een gedicht en de voorspelling staat. Soms kan men ook het voorspellingsboekje met alle betekenissen van de verschillende qians zelf raadplegen zonder te betalen. In sommige tempels zijn de boekjes te koop. De uitkomst van de qian kan men delen in boven-boven (zeer goede toekomst), boven (goede toekomst). midden (niets veranderde beeld dan nu), beneden (slechte toekomst) en beneden-beneden (zeer slechte toekomst). Elke qian vertelt de toekomst over financiën, huwelijk, zwangerschap, het krijgen van een zoon, ziekte, iemand zoeken, verre reis maken, regen, toekomst van de komende maand en een verloren bezit.

## Goden die qiuqian beantwoorden
- Guanyin (de boeddhistische Avalokiteshvara)
- Guan Yu
- Huang Daxian
- Chenghuang
- Jadekeizer
- Tianhou